# John Robertson (ur. 1953)
John Neilson Robertson (ur. 20 stycznia 1953 w Uddingston) – szkocki piłkarz występujący na pozycji pomocnika.

## Kariera klubowa
Robertson zawodową karierę rozpoczynał w 1970 roku w angielskim Nottingham Forest z Division One. W tych rozgrywkach zadebiutował 10 października 1970 roku w wygranym 3:1 pojedynku z Blackpool. W 1972 roku spadł z zespołem do Division Two. W 1977 roku powrócił z nim do Division One. W 1978 roku zdobył z klubem mistrzostwo Anglii, Puchar Ligi Angielskiej oraz Tarczę Wspólnoty. Z kolei w 1979 roku wywalczył z zespołem wicemistrzostwo Anglii, Puchar Ligi Angielskiej, Puchar Mistrzów oraz Superpuchar Europy. W 1980 roku ponownie triumfował z nim w rozgrywkach Pucharu Mistrzów.
W 1983 roku Robertson odszedł do Derby County z Division Two. W 1984 roku spadł z nim do Division Three. W 1985 roku wrócił do Nottingham, nadal grającego w Division One. W 1986 roku zakończył karierę.

## Kariera reprezentacyjna
W reprezentacji Szkocji Robertson zadebiutował 13 maja 1978 roku w zremisowanym 1:1 spotkaniu British Home Championship z Irlandią Północną. W tym samym roku został powołany do kadry na mistrzostwa świata. Zagrał na nich w meczu z Iranem (1:1). Z tamtego turnieju Szkocja odpadła po fazie grupowej.
W 1982 roku Robertson ponownie znalazł się w zespole na mistrzostwa świata. Wystąpił na nich w pojedynkach z Nową Zelandią (5:2), Brazylią (1:4) i Związkiem Radzieckim (2:2). W meczu z Nową Zelandią strzelił także gola. Tamten turniej Szkocja zakończyła na fazie grupowej.
W latach 1978–1983 w drużynie narodowej Robertson rozegrał w sumie 28 spotkań i zdobył 8 bramek.